# Râul Frumușica
Râul Frumușica este un curs de apă, afluent al râului Sacovăț. 